# Coelichneumon bonthainensis
Coelichneumon bonthainensis är en stekelart som beskrevs av Heinrich 1934. Coelichneumon bonthainensis ingår i släktet Coelichneumon och familjen brokparasitsteklar. Inga underarter finns listade i Catalogue of Life.